# 穆萨·比希·阿卜迪
穆萨·比希·阿卜迪（1948年—）是一位索马里政治家和前军官，於2017年12月至2024年12月担任索马里兰总统。20世纪70年代，他在索马里空军担任飞行员，隶属于西亚德·巴雷政府。2010年，比希被任命为索马里兰和平、团结与发展党的主席。2015年11月，比希在第五届中央委员会年度大会上被选为党主席候选人。
2017年11月21日，比希宣布获得2017年总统选举的胜利。他于2017年12月13日正式成为索马里兰的总统。

## 军旅生涯
20世纪70年代，他在索马里空军担任飞行员，该空军隶属于西亚德·巴雷政府。
1985年，他从索马里军队叛逃，加入了反政府的索马里民族运动，最终在1991年经过长期武装斗争后成功地推翻了索马里独裁者的政权。
从1985年到1988年，比希参加了由索马里民族运动对西亚德·巴雷政权进行的密集游击战。比希在1990年之前一直担任反政府武装的指挥官，1992年加入政坛，在已故总统穆罕默德·哈吉·易卜拉欣·埃加尔手下担任内政部长。

## 政治生涯

### 司法行政
1991年索马里兰再次宣布独立后，阿卜迪上校在布拉奧、柏培拉、Sheekh和Borama的索马里兰部族和解进程中发挥了重要作用。
1993年，比希在已故总统穆罕默德·哈吉·易卜拉欣·埃加尔的政府中担任内政部长和国家安全部长。

### 塞拉尼奥政府
2010年，比希成为索马里兰的和平团结和发展党党主席。 
2015年，比希被选为2017届总统选举即将举行的总统候选人。

### 2017年总统大选
2017年11月13日索马里兰总统选举举行。11月21日，比希被宣布为选举的获胜者，成为索马里兰总统当选人。

## 总统任期
穆萨·比希·阿卜迪于2017年12月13日在首都哈尔格萨正式宣誓就任第五任索马里兰共和国总统，该就职仪式与来自埃塞俄比亚、吉布提、欧盟和联合王国的政要出席。
2019年7月5日，因几内亚总统阿尔法·孔戴日前邀请索马里兰的总统穆萨·比希·阿卜迪访问几内亚首都科纳克里，并为其举行欢迎仪式，索马里即宣布與几内亚断交。2020年因阿卜迪访问内罗毕并会见肯尼亚总统，索马里与肯尼亚断交。